# Montrottier
Montrottier är en kommun i departementet Rhône i regionen Auvergne-Rhône-Alpes i östra Frankrike. Kommunen ligger i kantonen Saint-Laurent-de-Chamousset som tillhör arrondissementet Lyon. År 2022 hade Montrottier 1 393 invånare.

## Befolkningsutveckling
Antalet invånare i kommunen Montrottier
| Referens: INSEE |